# 龍谷寺

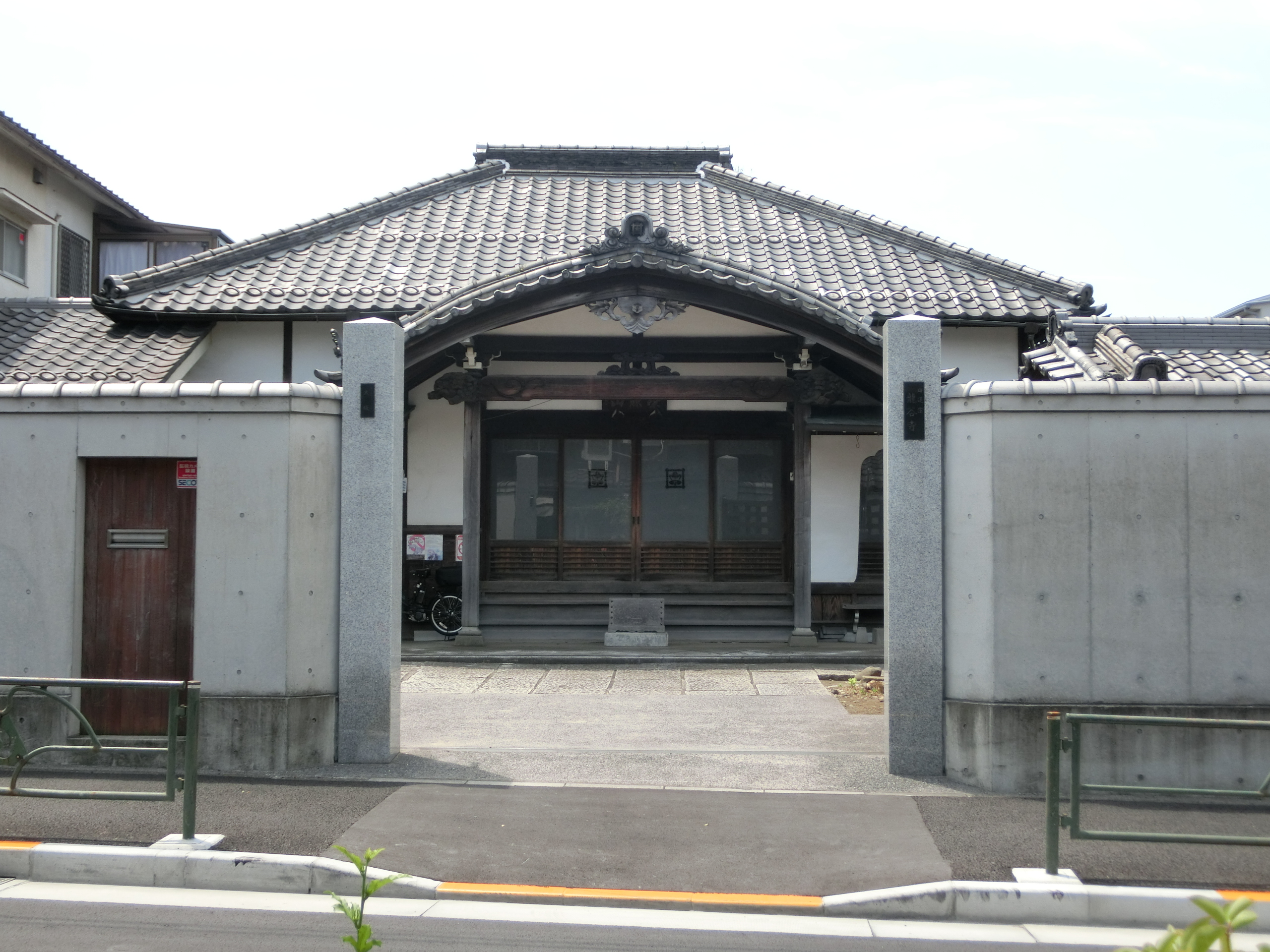
龍谷寺

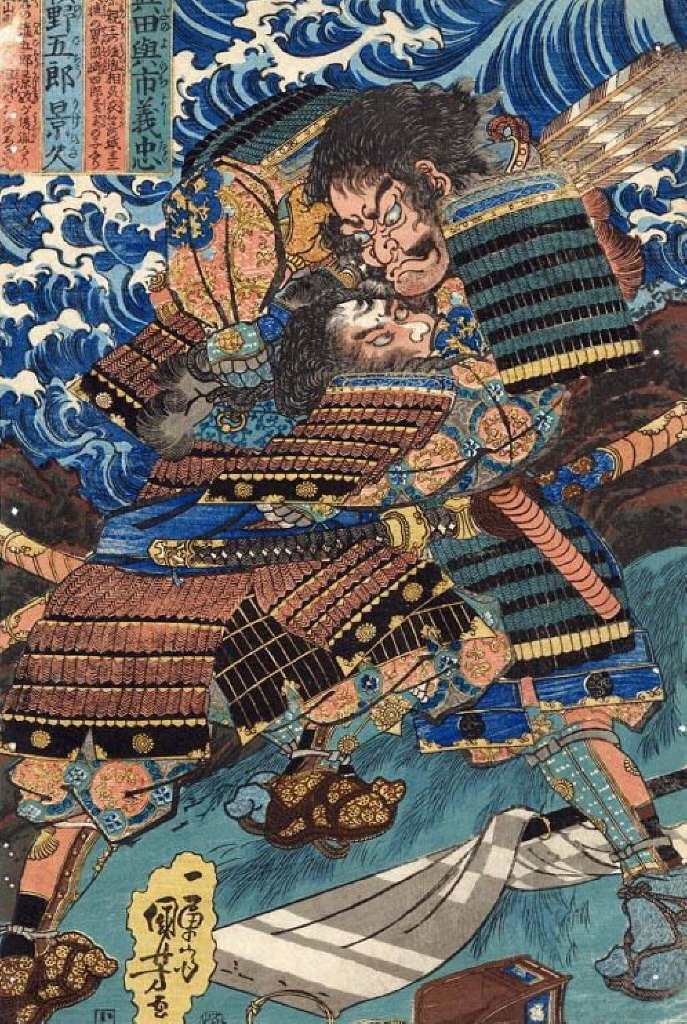
歌川国芳作、石橋山の戦いで組み合う佐奈田与一義忠と俣野五郎景久

龍谷寺（りゅうこくじ）は、東京都台東区谷中にある日蓮宗の寺院。山号は栄照山。旧本山は新曾妙顕寺、莚師法縁(隆源会)。源家侍所別当佐奈田余一義忠相州石橋山合戦討死の碑がある。

## 歴史
- 明治3年（1870年）火災で焼失し下谷上野下寺町から現在地に移転した。

## 交通アクセス
- 千代田線千駄木駅より徒歩約5分（経路案内）。
- 日暮里駅より徒歩約9分（経路案内）。

## 参考資料
- 日蓮宗寺院大鑑編集委員会『宗祖第七百遠忌記念出版 日蓮宗寺院大鑑』大本山池上本門寺 (1981年)